# Понте алла Вітторія
Понте алла Вітторія (італ. Ponte alla Vittoria, міст Перемоги) — міст через річку Арно у Флоренції, в початковому вигляді побудований в 1835 за проєктом братів Жюля і Марка Сегена. Після руйнації нацистами в 1944 був відновлений в іншому вигляді.

## Історія мосту
Міст був збудований в 1835 за проєктом братів Жюля і Марка Сегена, відомих французьких інженерів, за рішенням великого князя Тоскани Леопольда II і був ним названим на честь Святого Леопольдо — Понте Сан Леопольдо. Це перший вниз за течією Арно міст, що знаходився за міською стіною.
Вже у той час міст став важливою транспортною артерією, яка мала велике комерційне значення, оскільки він зв'язав дорогу на Пістою з промисловим районом, в якому була розташована перша у Флоренції залізнична станція Леопольда (приміщення цієї станції збереглись до наших часів, але використовуються як місце для проведення конференцій та інших заходів).
Цей міст практично з'єднав три основні провінції, відкривши доступ флорентійській промисловості, що народжувалась у другій половині 19 ст., до моря і до залізниці. Був час, коли за прохід через міст з тваринами або проїзд необхідно було сплачувати мито (5 сентесимо за коня, корову, 1 сентесимо — за вівцю або свиню, 40 сентесимо — за проїзд автомобіля) і лише для пішоходів прохід був безкоштовним.
Це був підвісний металевий міст, прикрашений чотирма колонами, кожна з яких була увінчана мармуровою статуєю лева. Згодом ці статуї були перенесені в інші місця: два лева тепер знаходяться біля входу на Віллу Поджо-Імперіалі, а два інших розміщені в безпосередній близькості від мосту, вздовж парку Кашине (Parco delle Cascine).
Під час Першої світової війни перемога військ Антанти у битві Вітторіо-Венето (1918), в якій брали участь італійці, надихнула флорентійців перейменувати міст Сан Леопольдо у міст Перемоги (Понте алла Вітторія). Тоді ж міст був реконструйований за проєктом архітектора Тоґнетті.

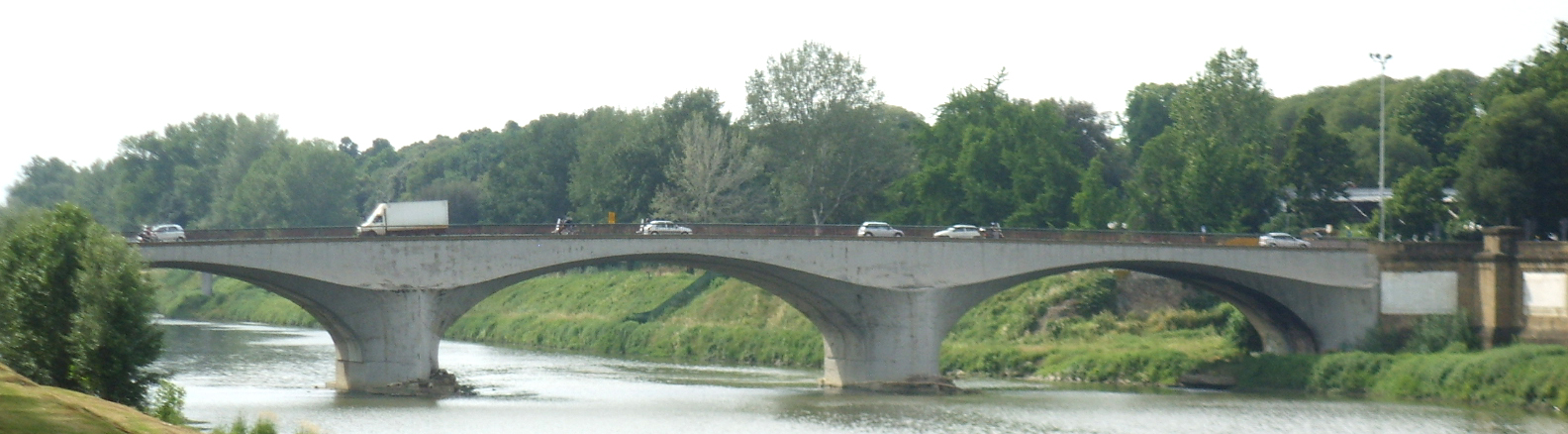
Вигляд мосту

4 серпня 1944 міст був підірваний відступаючими німецько-фашистськими військами і відновлений за наказом військової адміністрації звільненого міста у доволі стислі строки через важливе стратегічне значення мосту. Тепер це бетонний міст з трьома арками, бронзовими перилами. Його проїжджа частина включає по дві смуги в кожну сторону і два вузькі тротуари.
Важливість мосту не зменшилась і в сучасній Флоренції, про що свідчать затори у часи пік. На початку 21 ст. планувалось розширення проїжджої частини до шести смуг за проєктом архітектора Сантьяго Калатрава, але проєкт був відкладений.
Сусідніми мостами є Понте Амеріго Веспуччі (останній в межах історичного центру) і Трамвайний міст (Ponte della tramvia).

## Галерея

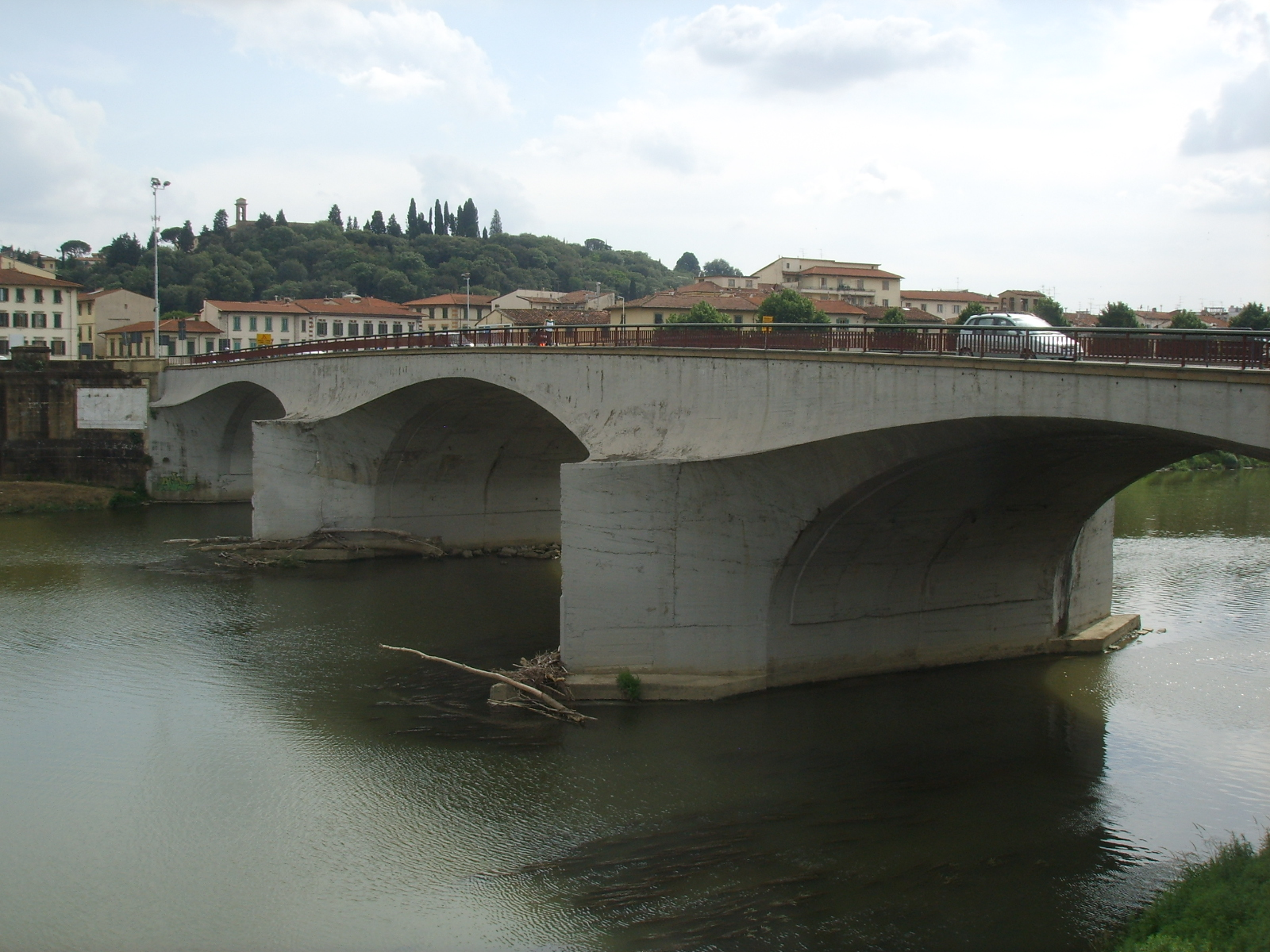
Міст Перемоги
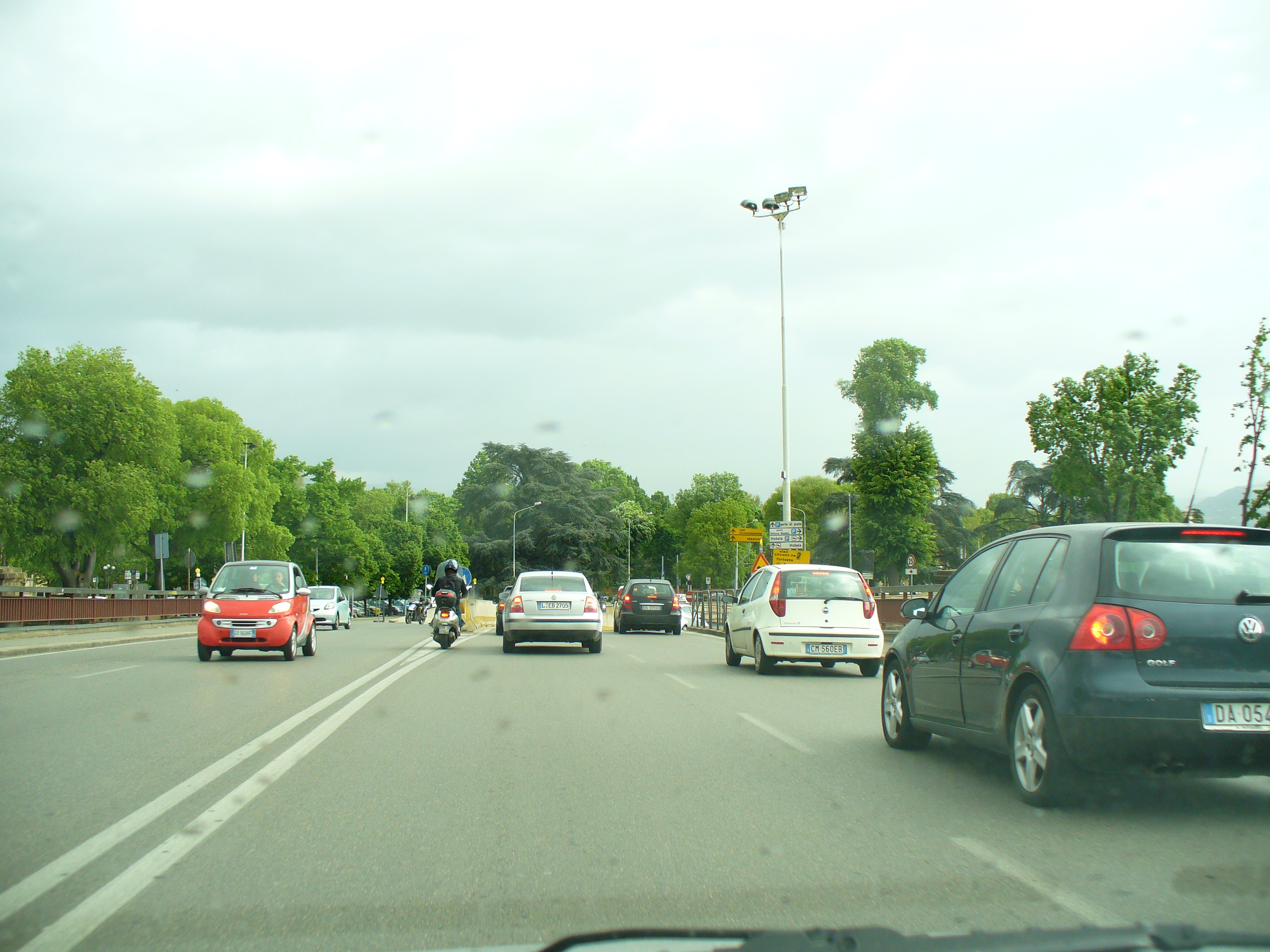
Проїжджа частина
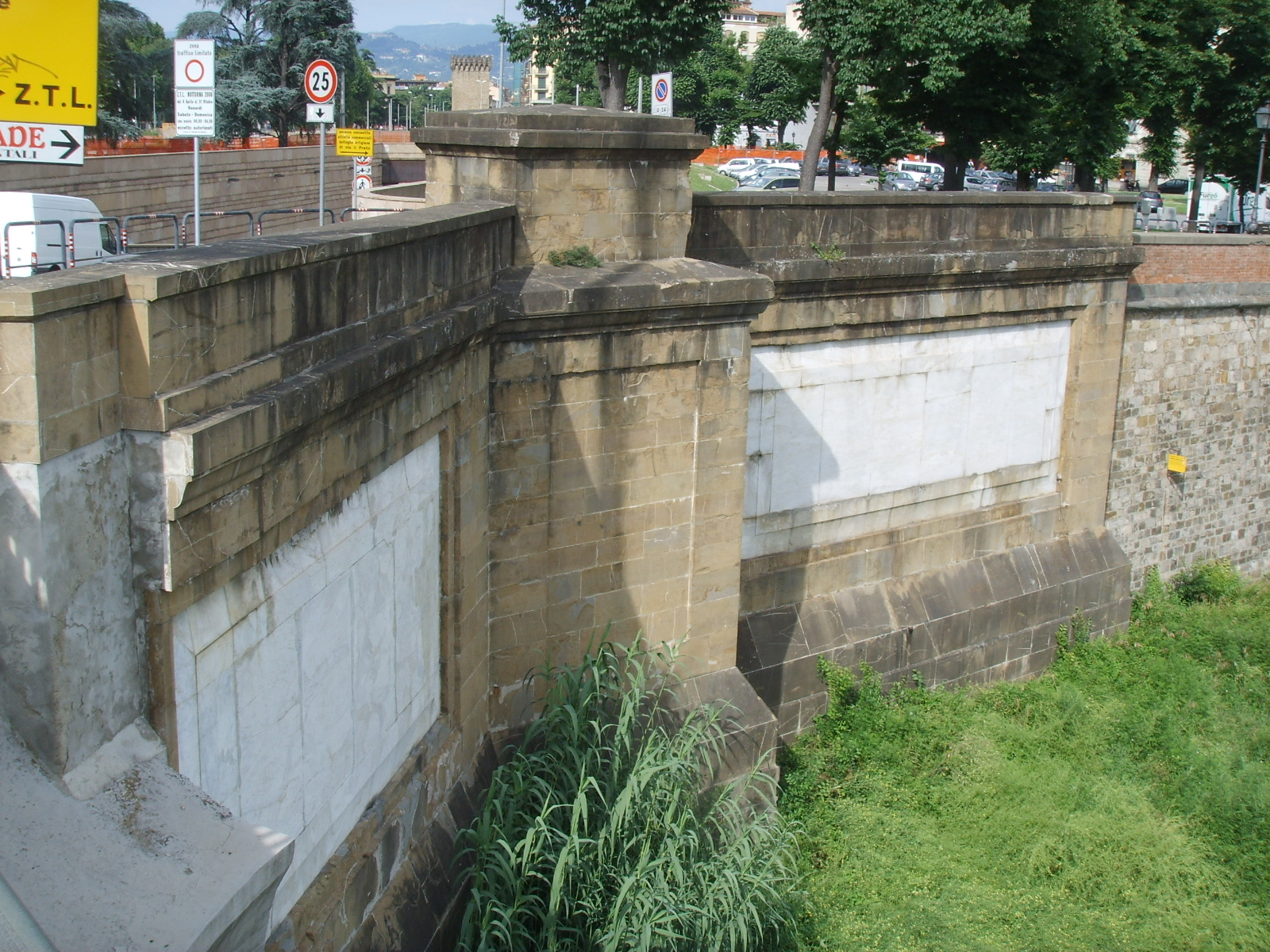
Рампа
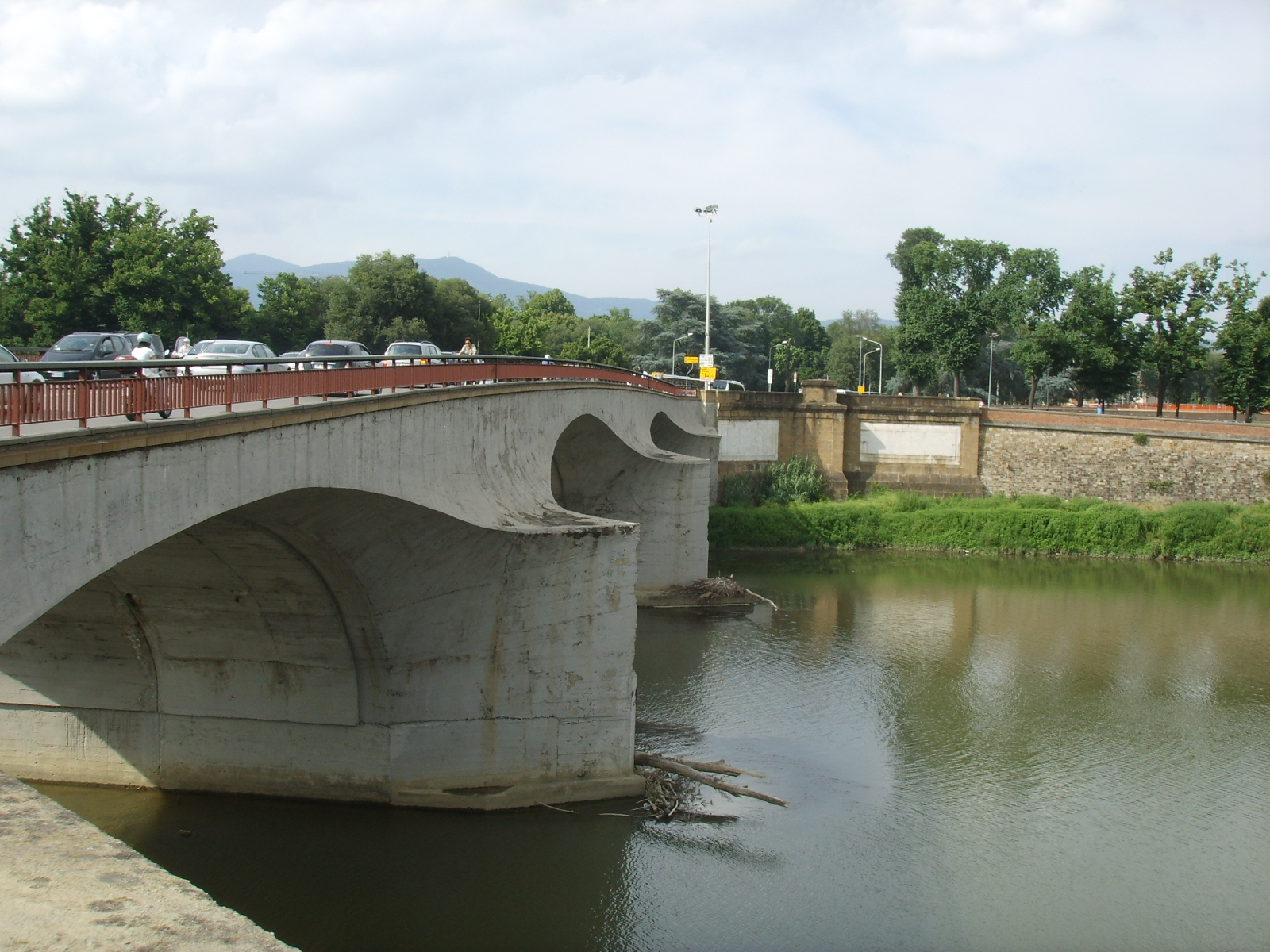
Дизайн пілон